# Lourenzá
Lourenzá är en kommun i Spanien. Den ligger i provinsen Lugo i den autonoma regionen Galicien i den nordvästra delen av landet, 400 km nordväst om huvudstaden Madrid. Antalet invånare är 2 098 (2024). Arean är 62,53 kvadratkilometer.